# Eugenia trikii
Eugenia trikii är en myrtenväxtart som beskrevs av Cyrus Longworth Lundell. Eugenia trikii ingår i släktet Eugenia och familjen myrtenväxter. Inga underarter finns listade i Catalogue of Life.